# La Nucia Criterium
Het La Nucia Criterium is een wielercriterium in het Spaanse La Nucia, dat eind oktober wordt verreden. Het werd voor het eerst georganiseerd in 2024. De Nederlander Mathieu van der Poel schreef de eerste editie op zijn naam.